# شيروكي (خادم ويب)
شيروكي (بالإنجليزية: Cherokee)‏ هو خادوم وب و بروكسي مفتوح المصدر ومتعدد المنصات، يعمل على ويندوز، و لينكس، و ماك أو إس، و سولاريس، و توزيعة برمجيات بيركلي. خفيف  وذو أداء عالي  مرخص تحت الإصدارة الثانية من رخصة رخصة جنو العمومية الهدف منه أن يكون سريع ويعمل بكامل وظائفه مع بقاءه خفيف. والميزة الرئيسية فيه أنه يحتوي على لوحة تحكم رئيسية بواجهة رسومية تسمى cherokee-admin.
أظهرت اختبارات مستقلة أن أداءه أفضل من أداء خادوم الوب أباتشي  عندما يقدم محتوى ثابت وديناميكي معًا.

## وصلات خارجية
- شيروكي على موقع Open Hub (الإنجليزية)
- شيروكي على موقع Free Software Directory (الإنجليزية)
- الموقع الرسمي